# Damernas 30 kilometer i längdskidåkning vid olympiska vinterspelen 2010
Damernas 30 km klassisk stil vid de olympiska vinterspelen 2010 gick av stapeln den 27 februari och kördes uppe i Whistler Mountain. Loppet gick i klassisk stil och kördes med masstart. 47 stycken åkare kom i mål, 2 stycken åkare startade inte, 5 stycken åkare slutförde inte loppet och 1 blev diskvalificerade. Loppet vanns av polskan Justyna Kowalczyk efter en spurtduell med norska skidåkaren Marit Bjørgen. Detta lopp var det sista individuella loppet för damerna under detta Vinter-OS.

## Medaljörer
| Spel  | Guld                    | Silver              | Brons                     |
| 30 km | Justyna Kowalczyk (POL) | Marit Bjørgen (NOR) | Aino-Kaisa Saarinen (FIN) |

## Resultat
| Placering | Namn                     | Land      | Tid       | Tidsdifferens |
| --------- | ------------------------ | --------- | --------- | ------------- |
| 1         | Justyna Kowalczyk        | Polen     | 1:30.33,7 | 0,0           |
| 2         | Marit Bjørgen            | Norge     | 1:30.34,0 | +0,3          |
| 3         | Aino-Kaisa Saarinen      | Finland   | 1:31.38,7 | +1.05,0       |
| 4         | Evi Sachenbacher-Stehle  | Tyskland  | 1:31.52,9 | +1.19,2       |
| 5         | Masako Ishida            | Japan     | 1:31.56,5 | +1.22,8       |
| 6         | Charlotte Kalla          | Sverige   | 1:31:57.6 | +1:23.9       |
| 7         | Therese Johaug           | Norge     | 1:32:01.3 | +1:27.6       |
| 8         | Kristin Størmer Steira   | Norge     | 1:32:04.4 | +1:30.7       |
| 9         | Anna Olsson              | Sverige   | 1:33:00.3 | +2:26.6       |
| 10        | Karine Laurent Philippot | Frankrike | 1:33:11.4 | +2:37.7       |
| 11        | Marianna Longa           | Italien   | 1:33:19.9 | +2:46.2       |
| 12        | Riikka Sarasoja          | Finland   | 1:33:33.2 | +2:59.5       |
| 13        | Virpi Kuitunen           | Finland   | 1:33:36.7 | +3:03.0       |
| 14        | Aurore Cuinet            | Frankrike | 1:33:58.3 | +3:24.6       |
| 15        | Sara Renner              | Kanada    | 1:34:04.2 | +3:30.5       |
| 16        | Antonella Confortola     | Italien   | 1:34:07.7 | +3:34.0       |
| 17        | Stefanie Böhler          | Tyskland  | 1:34:08.7 | +3:35.0       |
| 18        | Oxana Jatskaja           | Kazakstan | 1:34:11.0 | +3:37.3       |
| 19        | Katrin Zeller            | Tyskland  | 1:34:18.1 | +3:44.4       |
| 20        | Marthe Kristoffersen     | Norge     | 1:34:31.5 | +3:57.8       |
| 21        | Tatjana Zavalij          | Ukraina   | 1:34:32.3 | +3:58.6       |
| 22        | Olga Savialova           | Ryssland  | 1:34:46.3 | +4:12.6       |
| 23        | Kikkan Randall           | USA       | 1:34:59.0 | +4:25.3       |
| 24        | Sylwia Jaśkowiec         | Polen     | 1:34:59.1 | +4:25.4       |
| 25        | Krista Lähteenmäki       | Finland   | 1:35:08.4 | +4:34.7       |
| 26        | Kateryna Grygorenko      | Ukraina   | 1:35:11.4 | +4:37.7       |
| 27        | Kristina Šmigun-Vähi     | Estland   | 1:35:27.2 | +4:53.5       |
| 28        | Paulina Maciuszek        | Polen     | 1:36:31.7 | +5:58.0       |
| 29        | Olga Rotjeva             | Ryssland  | 1:37:15.5 | +6:41.8       |
| 30        | Madoka Natsumi           | Japan     | 1:37:35.4 | +7:01.7       |
| 31        | Li Hongxue               | Kina      | 1:37:50.4 | +7:16.7       |
| 32        | Katerina Smutna          | Österrike | 1:37:51.3 | +7:17.6       |
| 33        | Elena Kolomina           | Kazakstan | 1:37:53.0 | +7:19.3       |
| 34        | Marina Matrossova        | Kazakstan | 1:38:00.6 | +7:26.9       |
| 35        | Holly Brooks             | USA       | 1:38:14.5 | +7:40.8       |
| 36        | Laura Orgue              | Spanien   | 1:38:18.3 | +7:44.6       |
| 37        | Olga Rocheva             | Ryssland  | 1:38:30.3 | +7:56.6       |
| 38        | Alena Sannikova          | Belarus   | 1:38:31.3 | +7:57.6       |
| 39        | Eva Nývltová             | Tjeckien  | 1:38:40.1 | +8:06.4       |
| 40        | Ivana Janečková          | Tjeckien  | 1:40:13.6 | +9:39.9       |
| 41        | Tatjana Mannima          | Estland   | 1:40:51.3 | +10:17.6      |
| 42        | Svetlana Malahova        | Kazakstan | 1:41:01.6 | +10:27.9      |
| 43        | Lada Nesterenko          | Ukraina   | 1:41:40.1 | +11:06.4      |
| 44        | Nastassia Dubarezava     | Belarus   | 1:42:28.1 | +11:54.4      |
| 45        | Madeleine Williams       | Kanada    | 1:42:33.7 | +12:00.0      |
| 46        | Monika Gyorgy            | Rumänien  | 1:44:03.5 | +13:29.8      |
| 47        | Eva Skalníková           | Tjeckien  | 1:44:47.8 | +14:14.1      |

## Diskvalificerade
| Namn           | Land  |
| -------------- | ----- |
| Kornelia Marek | Polen |

## Deltagare som ej slutförde loppet
| Namn                 | Land      |
| -------------------- | --------- |
| Valentina Shevchenko | Ukraina   |
| Cecile Storti        | Frankrike |
| Morgan Arritola      | USA       |
| Ida Ingemarsdotter   | Sverige   |
| Laurence Rochat      | Schweiz   |

## Deltagare som ej startade
| Namn            | Land     |
| --------------- | -------- |
| Sabina Valbusa  | Italien  |
| Kamila Rajdlova | Tjeckien |